# بانتيليمون كوليش
بانتيليمون ألكسندروفيتش كوليش (بالأوكرانية: Пантелеймон Олександрович Куліш) ـ (7 أغسطس 1819 ـ 14 فبراير 1897) هو كاتب وناقد وشاعر وفلكلوري ومترجم أوكراني.
كان كوليش أول من ترجم الكتاب المقدس إلى اللغة الأوكرانية الحديثة، كما كان أول من ألّف روايات تاريخية بالأوكرانية، ومن أشهر تلك الروايات «المجلس الأسود» (بالأوكرانية: Чорна рада)، وهي عمله الأدبي الأبرز، وتدور أحداثها في زمن القوزاق. كما نظم كوليش تاريخ أوكرانيا في كتاب شعري صغير سماه «أوكرانيا»، وكتابًا أكبر حجمًا ـ من ثلاثة أجزاء ـ عن إعادة توحيد الروس، ويتحدث عن عصر بوهدان خمل نيتس كيي في القرن السابع عشر.
جمع كوليش الفلكلور الأوكراني في كتاب من جزءين، ما زال مرجعًا لدراسي ذلك الفلكلور حتى اليوم.
اهتم كوليش بالإسلام، ربما بدافع من قراءاته للكتابات الرومانتيكية الإنجليزية، وخاصة كتابات شيلي، فنشر في لفيف سنة 1883 قصيدة طويلة بعنوان «محمد وخديجة».

## روابط خارجية
- بانتيليمون كوليش على موقع الموسوعة البريطانية (الإنجليزية)